# Michael Didi Adgum Mangoria
Michael Didi Adgum Mangoria (Engoth, 1 de janeiro de 1959) é um clérigo sudanês e arcebispo católico romano de Cartum.
Michael Didi Adgum Mangoria foi ordenado sacerdote em 10 de maio de 1992. Inicialmente trabalhou como pároco na Arquidiocese de Cartum e estudou de 1997 a 2001 na Pontifícia Universidade Urbaniana de Roma. De 2001 a 2008 foi membro do Conselho Sacerdotal de Cartum e em 2008 tornou-se Regente do Seminário.
Papa Bento XVI nomeou-o Bispo Coadjutor de El Obeid em 29 de maio de 2010. O arcebispo de Cartum, o cardeal Gabriel Zubeir Wako, o consagrou em 15 de agosto do mesmo ano; Os co-consagradores foram Macram Max Gassis MCCJ, Bispo de El Obeid, e Antonio Menegazzo MCCJ, Administrador Apostólico Emérito de El Obeid. Após a aposentadoria de seu predecessor Macram Max Gassis, ele se tornou Bispo de El Obeid em 28 de outubro de 2013.
O Papa Francisco o nomeou Arcebispo Coadjutor de Cartum em 15 de agosto de 2015. Ao mesmo tempo foi nomeado Administrador Apostólico de El Obeid para o período vago da Sede.
Com a aposentadoria do cardeal Gabriel Zubeir Wako em 10 de dezembro de 2016, ele o sucedeu como arcebispo de Cartum.